# シルベン・ブスケ
シルベン・ブスケ（仏: Marie Julien Sylvain Bousquet、1877年11月19日 - 1943年3月10日）は、パリ外国宣教会のフランス人カトリック司祭。カトリック大阪教区のカトリック北野教会およびカトリック夙川教会の創立者であり、日本で最初に小さき花の聖テレジアの著作を翻訳したことで知られる。

## 生涯

### 生い立ち
1877年（明治10年）11月19日、フランスの片田舎の村であるアヴェロン県ルフヤクのカバネスで生まれ、3日後の21日に地元の教会で洗礼を受けた。小学校を卒業してから、農家である家の手伝いをしていたが、教会の主任司祭は彼を見込んで、ラテン語を学ばせた。その後、中学3年に編入し、さらに高校に入学して卒業した。
高校卒業後の1896年（明治29年）9月17日にパリにあるパリ外国宣教会の神学校に入学し、そこで生涯の友人となるペ・マルモニエという人物と出会った。後に彼も宣教師として日本でブスケ神父と共に働いた。1901年（明治34年）6月23日に司祭に叙階され、わずか約1カ月後の7月31日に宣教地である日本に向かった。

### 北野教会の創立
日本についてから最初に神戸のペイラン神父について日本語を学び、そして鳥取や岡山で子供に教理を教え、日本語の知識を習得した。
1906年（明治39年）11月、大阪司教から梅田駅の近くに住居を探して教会を建てるという依頼を受け、不動尊を祭る家を借りて仮聖堂とした。そして早くも翌年の復活祭には20名の受洗者を出した。

### 幼きイエズスの聖テレジアとの関わり
聖テレジアの自叙伝である『小さき花』を翻訳しようと志す契機となったのは、友人であるマルモニエ神父の手紙であった。『小さき花』は1911年（明治44年）9月に発行されたが、初版は1週間でなくなり、その後も版を重ね、遂に宮内省に献上することになった。

### 夙川教会の創立
第一次世界大戦中の1914年（大正3年）、神戸領事館の動員令によって従軍することとなり、フランスに帰国した。数年後日本に戻り、兵庫県西宮市に教会を建てるように司教から命じられた。1921年（大正10年）、ブスケ神父が、兵庫県西宮市に土地を借りて、阪神間初となるカトリック夙川教会を創立して、2年後には、現在の教会のある土地を購入して仮聖堂を建てた。その後に本格的な聖堂を建設して、1932年（昭和7年）にネオ・ゴシック様式による現在の聖堂が完成した。ブスケ神父は更に女子修道院建設の構想も立ててはいたが、この計画は実現しなかった。
ブスケ神父は聖体に対する信心が深く、毎日早朝に起きて3、4時間は聖体の前に跪いて黙想をしていた。カトリック夙川教会では毎朝2、30人の信者がミサに与って聖体を拝領した。
「総ての事業には犠牲の裏付けが必要であるから、夙川の聖堂建設にも犠牲が捧げられなけれねばならない」とブスケ神父は語っていたが、その後敗血症に罹って重態となった。マルモニエ神父は「主よ、ブスケ師は本当に立派な信徒であります。何とぞ彼をすくって、私を身代わりに死なせてください」と祈り、その結果ブスケ神父は回復したが、マルモニエ神父はミサの司式中に急逝した。治療のために輸血が必要となり、日本人信徒は競って自らの血を提供したが、神父は「今や私の肉体も日本人の血を受けて日本人となった」と喜んだという。
病から回復してから休養のために北海道北斗市のトラピスト修道院に行き、その後フランスに一時帰国した。約1年後日本に戻り、関目の教会で3、4年在任してから再び北野教会の主任司祭となった。

### 逮捕
太平洋戦争中の1942年（昭和17年）、ある青年が求道者を装って、北野教会を訪問した。彼は公教要理を学んで洗礼を受けて聖体拝領するまでになった。だが、青年は憲兵であり、その行動はブスケ神父を捕らえるための罠であった。神父の発言を全てノートに取り、さらに「天皇と神どちらがえらいか」という質問もした。神父様は青年を信頼していたので、迷わず「神」と答えた。
1943年（昭和18年）2月16日の早朝に私服の憲兵が教会に押し入り、ブスケ神父を逮捕して連行した。大阪教区の田口芳五郎司教は、憲兵隊長を訪問して真相を追求するとともに再三ブスケ神父の解放を申し入れたが、聞き入れられなかった。
尋問と拷問を受けて衰弱した神父は、弁明しようとしたところ、信頼していた青年の裏切りのために発狂したといわれている。その後香里の精神病院に送られ、急性肺炎に罹って、3月10日にこの世を去った。遺体には数カ所の傷があり、痩せ衰えて、顔には苦悩のあとがただよっていた。
遺骸は北野教会に移されて翌日の3月11日に田口司教による葬儀ミサが行われたが、参列したのは僅かに同僚のパリ外国宣教会の神父数名と信者十数名のみであった。そして、それは憲兵と警官の厳重な警戒の下に行われた。神父の遺骸は服部霊園に埋葬されたが、憲兵と警官の厳重な警戒はそこまで続いた。

### 死後
日本人を深く愛していた神父がこのような生涯を閉じたことに対し、戦後になって「このままではブスケ神父様に申し訳ない」という声が高まり、ブスケ神父が生前に希望していた通りに兵庫県西宮市にある満池谷墓地のキリスト教区に改葬されることになった。だが、改葬には当局の許可が下りるまで5年以上経たなければならなかった。
神父の死後6年になる前日の1948年（昭和23年）3月9日に信徒たち自らが神父の墓を掘り起こし、この殉教者の遺体を夙川教会に安置した。命日である3月10日に田口司教によるミサが捧げられた後に、満池谷墓地のキリスト教区に葬られた。

## 著書
- 『公教研究之栞 第1編』シルベン・ブスケ著, ペ・マルモニエ, 大正2年
- 『聖人物語 1・2月之巻』シルベン・ブスケ著, シルベン・ブスケ, 明治43年
- 『聖人物語 3, 5月之巻』シルベン・ブスケ著, 聖若瑟教育院, 明治45 - 大正2年

### 訳書
- 『小さき花』シルベン・ブスケ訳, 聖若瑟教育院, 明治44年
- 『小さき花』テレジア著他. - 12版, シルベン・ブスケ, 大正14年
- 『小さきテレジア: 子供の為に』テレジア原作; シルベンブスケ訳. -- 福音社, 大正14年